# Phyllastrephus flavostriatus
El bulbul listado (Phyllastrephus flavostriatus) es una especie de ave paseriforme de la familia Pycnonotidae propia de África oriental.

## Taxonomía
El bulbul listado fue descrito científicamente por el ornitólogo inglés Richard Bowdler Sharpe en 1876, dentro del género Andropadus. Posteriormente fue trasladado al género Phyllastrephus.
Se reconocen siete subespecies:
- P. f. graueri – Neumann, 1908: se encuentra en los montes cercanos a los lagos Alberto, Eduardo y Kivu (del este y noreste de la República Democrática del Congo);
- P. f. olivaceogriseus – Reichenow, 1908: se extiende por las montañas Rwenzori, las montañas Itombwe y monte Kabobo (del este de la República Democrática del Congo, el osete de Uganda, el oeste de Ruanda y el norte de Burundi;
- P. f. kungwensis – Moreau, 1941: se localiza en el oeste de Tanzania
- P. f. uzungwensis – Jensen y Stuart, 1982: se encuentra en las montañas Udzungwa (este de Tanzania);
- P. f. tenuirostris – (Fischer, GA y Reichenow, 1884): presente en el sureste de Kenia, el este de Tanzania y noreste de Mozambique;
- P. f. vincenti – Grant, CHB y Mackworth-Praed, 1940: se encuentra en el sureste de Malawi y el oeste de Mozambique;
- P. f. flavostriatus – (Sharpe, 1876): se localiza en el este de Zimbabue, el sur de Mozambique y el este de Sudáfrica.

Además anteriormente se consideraba que el bulbul de Alfred era una subespecie de bulbul listado.